# 日東科学教材
日東科学教材株式会社（にっとうかがくきょうざい）とは、1957年に創業した日本の模型製造会社である。かつての所在地は千葉県佐倉市大作1丁目3番22号。1971年に株式会社日東科学に社名を変更。1985年に廃業。1994年に日東科学教材株式会社として再建された。廃業前は飛行機、戦車、自動車、キャラクターモデルなどのプラモデルの製造・販売を行っていた。再建後は一部製品の再生産を行った以外、プラモデルの開発・製造は行っていない。

## 概要
1957年に、学校用教材メーカーとして執行松男、城島貞雄の二人が興した会社が日東科学教材社（以下ニットー）である。当初は学校へのセールス販売をメインにしていた。
後に小売店を開き学校教材を販売。教材の一つとして取り扱った「プラモデル」の好調な売れ行きに模型メーカーへの転業を決意し、1959年に法人化。金型メーカーとの折衝など紆余曲折を経て1961年、ニットー初のプラモデルとしてメグロ 500cc白バイが100円で発売され、好調な売れ行きを記録する。
その後企画した商品は出せば売れる「プラモデル第一次ブーム」に乗り、ニットーの商品はモデルカー・戦車・版権キャラクターモデル（主にガメラ・ガッパシリーズなどの怪獣もの）、扇風機模型など多彩に渡るラインアップを有するメーカーに成長していく。1970年代のミニタリーブーム時には他社との競合を避け、1/76スケールAFV戦車模型・ジオラマセットなどシリーズ化。1976年に販売した連載漫画サーキットの狼シリーズのスーパーカープラモデルを商品化で大ヒットとなり、スーパーカーブームを象徴する商品となる。
その後、社屋倉庫の不慮の火災によって金型の一部が焼失してしまっている。
1985年に経営不振の為、廃業。その後は他メーカーの金型製作下請けを行っていた。それ以前にも、タカラのダグラム。学研のモスピーダの下請けを行っていた。
1990年代後半、佐倉市の工業団地に再建され、模型製造としてはMA.Kシリーズをメインに製造・販売を行っていた。しかし再建後の主な製造品は、金型が残っていたMA.Kシリーズは別として、射出成形による日用品や工業用プラスチック製品の製造が会社の事業としては中心であり、いわゆるプラモデルの開発・製造とは縁のない事業がメインである。
2018年1月には佐倉市稲荷台の住宅地に、2019年12月には長生郡長南町の古民家に本店所在地が変更されている。

## 代表作

### サーキットの狼
'70年代半ば、1/24シリーズで発売されていたロータス・ヨーロッパの売り上げが急に伸びた。これは池沢さとしの連載漫画サーキットの狼の主人公の愛車だったことが原因と判り、ニットーでは版権を取って作中登場するランボルギーニカウンタックLP400、デトマソパンテーラGTSなどを1/28スケールで商品化、全29種類を発売した。スーパーカーブーム時のピーク時には月産200万個を越えるヒットを記録した。精密さより「走らせて遊ぶ」作り易い低年齢向け仕様だったのもヒットの要因の一つだった。パーツ数は少なく、ワイパー・バンパーはボディと一体成形。単三電池は別売りだったが、クリアーパーツや、モーター（FA-130）、デカールも付属し、定価は400円と手頃だった。このシリーズのスーパーカーは殆どが共通の上げ底シャーシーで作られており、後に金型が台湾に渡り、ニットーの古い戦車モデルを販売していたブルータンクのブランドで販売された。

### S.F.3.D
1982年、ガンプラブームが続く中、HobbyJAPAN誌に横山宏がメカデザイン・フルスクラッチ作品担当、編集者・市村弘がサイドストーリーを考案・構成して連載されていたフォトストーリ「S.F.3.D ORIGINAL」が人気となり、当時の日東科学が製品化した。商品化に対して横山宏が全面監修、デザイナー今井邦孝がパッケージデザイン担当し、当時のアニメプラモ全盛の中にあって、ミリタリーテイスト溢れる異色作のハイセンスプラモデルが誕生する。
1984年、市村弘のHJ退社に伴い連載内容の迷走化・パワーダウンが生じプラモデルの販売不振を招いた。日東科学も会社が火災に見舞われ、多額を投資した金型開発コストに耐え切れず1985年解散・廃業。その後のS.F.3.D ORIGINALを巡る裁判の影響で長い間、絶版となった。

### MA.K
1994年に日東科学教材社は再建された。1998年、S.F.3.D ORIGINAL裁判の問題が解決し、モデルグラフィックス誌にて改称したマシーネンクリーガー「MA.K」として掲載・再スタートした。日東科学の社長が売却せずに手元に残したS.F.3.Dシリーズの金型を使用し、MA.Kシリーズとして製造・販売される事となる。
2008年、全ての金型は原作者である横山宏に譲られ、その後3Q MODELの企画、ウェーブの製造・販売で一部キットの再発売とバリエーション展開が行われている。

### 1/76ミリタリーシリーズ
戦車・AFV等に関しては、1960年代後半に1/35スケールでM3ハーフトラックや、M4およびM8トラクターカーゴなど、比較的マイナーな車両をモデル化していたが、1973年より1/76スケールのミニAFVモデルの販売を開始した。製品は連結ジオラマセットと称するセットと、単品の2つの形式で販売された。ジオラマセットは、メインとなる戦車等のモデルにインジェクション製のジオラマベース、兵士やサイドカー等の小型車両、家屋や電柱などのアクセサリー、カラーパウダーなどを加えたもので、1973年に前期6点、1975年に後期6点の計12点が発売された。単品での販売は1974年より始まり、ジオラマ用アクセサリーも含め最終的に27点が発売された。キットの出来は当時のミニスケールAFVの標準的なものであったが、車体内部まである程度作られていたのが特徴である。アイテム的には第二次世界大戦時のドイツ軍とアメリカ軍のものに限られていたが、当時のミニAFVメーカーとして唯一ドイツのI号戦車からVI号戦車までを全てモデル化していたほか、III号突撃砲の初期型や105mm高射砲のように、1/35でもその後長らくモデル化されることのなかったマイナーなアイテムも出していた。日東の倒産後、金型はフジミ模型が購入し、自社製の1/76スケールキットとともに販売を継続している。

### 旅客機シリーズ
航空機に関しては、1960年代半ばに1/75や1/132で戦闘機をモデル化していたが、1960年代末より旅客機のモデル化を開始し、日東の航空機モデルを代表するシリーズとなった。スケールは主に1/100、1/144、1/200の3つで展開され、当時の主要な旅客機をモデル化している。最新鋭機であったコンコルドは、初期に発売されたキットは試作機をモデル化していたが、最後にモデル化された1/144のキットは、他社も含め当時発売されていたコンコルドのキットの中で最も量産機に近いものとなっていた。また、1/100スケールで作られたボーイング747は、現在でも旅客機では最大のプラモデルである。日東の倒産後、金型は童友社が購入し主力商品の一つとして販売を行っていた。2000年代末に全て生産休止となったが、2011年には1/100のL-1011など一部の製品が再発売された。

### 妖怪系図シリーズ
1984年に、「日本妖怪系図」として1960年代に発売した妖怪モデルのリニューアル版2点を発売し、引き続いて「水木しげるの妖怪系図」として『ゲゲゲの鬼太郎』を初めとする水木しげる作品に登場する妖怪の新作キットを発売した。鬼太郎などにはベースが付属し、ジオラマ仕立てとなっていた。本シリーズは S.F.3.D シリーズとほぼ同時期に開発されており、プラスチック以外の材質の積極的な使用や、パッケージとしてのトータルなデザインを重視するなど、共通する特徴も持っていた。日東の倒産後、金型は童友社が購入し、水木しげる作品の妖怪の再発売を行った。

## 鉄道模型
1960年代16番ゲージ真鍮製の鉄道車両を製作していた。第一作目は1963年2軸トロリーカーでその後フリーランスの機関車や5500型蒸気機関車や近鉄ビスタカーを製作。鉄道模型趣味に広告を掲載していた